# وینتون سرف

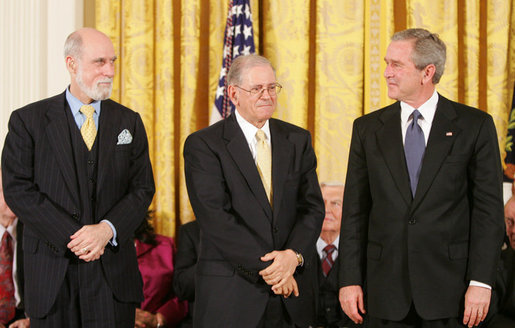
وینتون سرف و باب کان در مراسم دریافت مدال آزادی رئیس‌جمهوری

وینتون سرف (به انگلیسی: Vinton Cerf) یک متخصص کامپیوتر آمریکایی است، که به همراه باب کان به عنوان پدران اینترنت شناخته می‌شوند. این دو، بین سال‌های ۱۹۷۲–۱۹۷۶ در دانشگاه استنفورد آمریکا، پروتکل TCP/IP را که به موجب آن انتقال اطلاعات بین کامپیوترهای موجود در یک شبکه فراهم می‌شد، پایه‌گذاری کردند.

او موفق به دریافت دیپلم‌های افتخار و جوائز بسیاری از جمله: مدال ملی فناوری و نوآوری ایالات متحده، جایزه تورینگ و مدال آزادی رئیس‌جمهوری آمریکا شده‌است.
زندگی
وینتون سرف فرزند وینتون سارستون سرف، در ۲۳ ژوئن سال ۱۹۴۳ در شهر نیوهیون، کانتیکت آمریکا متولد شد. او پس از دریافت مدرک کارشناسی در رشته ریاضی از دانشگاه استنفورد، در شرکت آی‌بی‌ام مشغول به کار شد. وی پس از دو سال کار در آی‌بی‌ام، این شرکت را به منظور ادامه تحصیلات ترک کرد و در دانشگاه کالیفرنیا، لس‌آنجلس مشغول به تحصیل شد. وینتون سرف در سال ۱۹۷۰ مدرک کارشناسی ارشد و در سال ۱۹۷۲ مدرک دکترای خود را از این دانشگاه دریافت نمود.
سرف زیر نظر پروفسور جرالد استرین تحصیل کرد و در گروه شبکه بسته داده‌های پروفسور لئونارد کلاینروک کار کرد که دو گره اول ARPANet، را در اینترنت متصل می‌کند، و "به پروتکل میزبان به میزبان” ARPANet کمک می‌کند.
هنگام حضور در UCLA، سرف با باب کان، که در حال کار بر روی معماری سیستم ARPANet بود، ملاقات کرد. سرف اولین پروتکل TCP را با یوگن دالال و کارل سانشاین نوشت، به نام مشخصات برنامه کنترل انتقال اینترنت و در دسامبر ۱۹۷۴ منتشر شد.
سرف از سال ۱۹۷۲ تا ۱۹۷۶ به عنوان استادیار در دانشگاه استنفورد کار کرد و در آنجا تحقیقاتی در مورد پروتکل‌های اتصال شبکه بسته انجام داد و مجموعه پروتکل DoD TCP / IP را با کان طراحی کرد.
سرف از سال ۱۹۷۳ تا ۱۹۸۲ در آژانس پروژه‌های تحقیقاتی پیشرفته دفاعی ایالات متحده DARPA کار کرد و بودجه گروه‌های مختلفی را برای توسعه TCP / IP، رادیو بسته، ماهواره بسته و فناوری امنیت بسته تأمین کرد.
این تلاش‌ها ریشه در نیازهای ارتش داشت. در اواخر دهه ۱۹۸۰، سرف به MCI نقل مکان کرد و در آنجا به توسعه اولین سیستم ایمیل تجاری MCI Mail برای اتصال به اینترنت کمک کرد.
سرف در تعدادی از سازمانهای بشردوستانه جهانی فعال است. سرف همچنین به سبک خاص خود معروف است، به‌طور معمول با یک لباس سه تکه ظاهر می‌شود.
سرف به عنوان معاون رئیس خدمات اطلاعات دیجیتال MCI از سال ۱۹۸۲ تا ۱۹۸۶، مهندسی MCI Mail، اولین سرویس ایمیل تجاری را که به اینترنت متصل شد، هدایت کرد. در سال ۱۹۸۶، وی به عنوان معاون رئیس‌جمهور در باب شرکت ابتکاری تحقیقات ملی به باب کان پیوست و با کان در زمینه کتابخانه‌های دیجیتال، ربات‌های دانش و شبکه‌های سرعت گیگابیت کار کرد. از سال ۱۹۸۸ سرف برای خصوصی‌سازی اینترنت لابی کرد.
در سال ۱۹۹۲، او و کان، و دیگران، جامعه اینترنت ISOC را تأسیس کردند تا بتوانند در آموزش، سیاست و استانداردهای مربوط به اینترنت رهبری کنند. سرف به عنوان اولین رئیس ISOC فعالیت کرد. سرف در سال ۱۹۹۴ به MCI پیوست و به عنوان معاون ارشد راهبرد فناوری خدمت کرد. در این نقش، وی به هدایت توسعه استراتژی شرکتی از منظر فنی کمک کرد. پیش از این، وی به عنوان معاون ارشد معماری و فناوری MCI خدمت می‌کرد، تیمی از معماران و مهندسان را برای طراحی چارچوب‌های پیشرفته شبکه، از جمله راه حل‌های مبتنی بر اینترنت برای ارائه ترکیبی از داده‌ها، اطلاعات، خدمات صوتی و تصویری برای تجارت و استفاده مصرف‌کنندگان، هدایت می‌کرد.
طی سال ۱۹۹۷، سرف به عضو هیئت امنای دانشگاه گالودت، دانشگاهی برای آموزش ناشنوایان و کم شنوایان پیوست. خود سرف کم شنوایی دارد. وی همچنین در هیئت همکاران دانشگاه خدمت کرده‌است.
سرف، به عنوان رهبر تجارت اینترنتی MCI، به دلیل نقش MCI در ارائه آدرسهای IP مورد استفاده توسط Send-Safe.com، فروشنده spam ware که از botnet برای ارسال هرزنامه استفاده می‌کند، مورد انتقاد قرار گرفت. MCI حاضر به خاتمه دادن به فروشنده اسپم نشد. در آن زمان، Spamhaus همچنین MCI را به عنوان ISP با بیشترین لیست لیست بلوک Spamhaus ذکر کرد.
سرف از اکتبر ۲۰۰۵ به عنوان معاون رئیس‌جمهور و رئیس انجیلی اینترنت نوعی جایگاه پیامبر گونه در Google کار کرده‌است. در این عملکرد وی به دلیل پیش‌بینی‌های خود در مورد تأثیر فناوری بر جامعه آینده، شامل مناطقی مانند هوش مصنوعی، محیط زیست، ظهور IPv6 و تحول در صنعت تلویزیون و مدل تحویل آن به خوبی شناخته شده‌است.
از سال ۲۰۱۰، سرف به عنوان کمیساریای کمیسیون پهن باند برای توسعه دیجیتال، یک نهاد سازمان ملل متحد با هدف گسترش بیشتر فناوری‌های اینترنت باند پهن خدمت کرده‌است.
سرف کمک مالی و تأسیس ICANN، شرکت اینترنتی برای اسامی و شماره‌های اختصاص یافته کرد. وی در سال ۱۹۹۹ به عضویت هیئت مدیره درآمد و تا نوامبر ۲۰۰۷ فعالیت کرد. وی از نوامبر ۲۰۰۰ تا زمان جدایی از هیئت مدیره رئیس بود.
سرف عضو شورای مشاوران فناوری اطلاعات رئیس‌جمهور بلغارستان جورجی پروانوف بود از مارس ۲۰۰۲ - ژانویه ۲۰۱۲. وی همچنین عضو هیئت مشورتی گروه اوراسیا، مشاور سیاسی است.
سرف همچنین در کنار آزمایشگاه پیشرانش جت ناسا و سایر آزمایشگاه‌های ناسا در اینترنت بین سیاره ای کار می‌کند. این یک استاندارد جدید برای برقراری ارتباط از سیاره به سیاره دیگر است، با استفاده از ارتباطات رادیویی / لیزری که تحمل تخریب سیگنال از جمله تأخیر متغیر و اختلال را دارد، به عنوان مثال، ناشی از حرکت آسمانی.
در ۷ فوریه ۲۰۰۶، سرف در جلسه استماع کمیته تجارت، علوم و حمل و نقل سنای ایالات متحده دربارهٔ بی‌طرفی شبکه شهادت داد. سرف به عنوان مدیر ارشد اینترنت گوگل، اظهار داشت که تقریباً نیمی از مصرف‌کنندگان فاقد انتخاب معنی دار در ارائه دهندگان باند پهن هستند و ابراز نگرانی کرد که بدون مقررات دولت برای بی‌طرفی شبکه، ارائه دهندگان باند پهن می‌توانند از سلطه خود برای محدود کردن گزینه‌ها برای مصرف‌کنندگان استفاده کنند و از شرکت‌هایی مانند Google برای استفاده از پهنای باند. شارژ کنند.
سرف در حال حاضر در هیئت مشاوران دانشمندان و مهندسان برای آمریکا فعالیت می‌کند، سازمانی که متمرکز بر ترویج علم صحیح در دولت آمریکا است. وی همچنین در شورای مشورتی CRDF Global بنیاد تحقیق و توسعه مدنی فعالیت می‌کند و در هیئت مشورتی بین‌المللی مشارکت چند جانبه علیه تهدیدات سایبری بود.
سرف در ماه مه ۲۰۱۲ به عنوان رئیس انجمن ماشین آلات رایانه انتخاب شد و در اوت ۲۰۱۳ به عضویت شورای مشاور سایبر امنیت درآمد.
از سال ۲۰۱۱ تا ۲۰۱۶، سرف رئیس هیئت امنای ARIN، رجیستری اینترنت منطقه ای RIR آدرس‌های IP برای ایالات متحده، کانادا و بخشی از کارائیب بود. تا پاییز ۲۰۱۵، سرف ریاست هیئت مدیره StopBadware، یک سازمان غیرانتفاعی ضد بدافزار را که به عنوان یک پروژه در مرکز Berkman برای اینترنت و جامعه دانشگاه هاروارد آغاز شده بود، انجام داد. سرف در هیئت مشاور The Liquid Information Company Ltd از انگلستان است، که برای ایجاد تعامل مفیدتر در وب کار می‌کند و برنامه Mac OS X موسوم به «مایع» را تولید کرده‌است. وینت سرف عضو هیئت مشاوره CuriosityStream است.
در طول سال ۲۰۰۸، سرف ریاست گروه کاری نام دامنه بین‌المللی IDNAbis IETF را بر عهده داشت. در سال ۲۰۰۸، سرف رقیب اصلی برای تعیین اولین مدیر ارشد فناوری ایالات متحده توسط رئیس‌جمهور باراک اوباما بود. سرف رئیس دانشگاه Campus Party Silicon Valley، نسخه ایالات متحده یکی از بزرگترین جشنواره‌های فناوری در جهان است، به همراه Al Gore و Tim Berners-Leeاز سال ۲۰۰۹ تا ۲۰۱۱، سرف به عنوان عضوی منتخب در هیئت مدیره پانل قابلیت همکاری شبکه هوشمند SGIPانتخاب شد. SGIP یک کنسرسیوم دولتی و خصوصی است که توسط NIST در سال ۲۰۰۹ تأسیس شده و مجالسی را برای مشاغل و سایر گروههای ذی‌نفع جهت مشارکت در هماهنگی و تسریع در توسعه استانداردهای شبکه هوشمند در حال تکوین فراهم می‌کند. سرف از اول ژوئیه ۲۰۱۲ برای یک دوره دو ساله به عنوان رئیس انجمن ماشین آلات رایانه ACM انتخاب شد. در ۲۰۱۵ سرف (با Mei Lin Fung)بنیانگذار، و در حال حاضر رئیس اینترنت مردم محور PCI است. در ۱۶ ژانویه ۲۰۱۳، باراک اوباما، رئیس‌جمهور ایالات متحده، قصد خود را برای انتصاب سرف به شورای ملی علوم اعلام کرد. سرف تا مه ۲۰۱۸ که دوره شش ساله وی به پایان رسید، خدمت می‌کرد.
سرف همچنین در میان ۱۵ عضو شورای حکومتی انستیتوی بین‌المللی فناوری اطلاعات، حیدرآباد است.
در ژوئن ۲۰۱۶، کار وی با ناسا منجر به نصب شبکه تحمل تأخیر در ایستگاه فضایی بین‌المللی با هدف دستیابی به اینترنت بین سیاره ای شد.
حداقل از سال ۲۰۱۵، سرف نگرانی‌هایی را در مورد خطرات گسترده منسوخ شدن دیجیتال، احتمال از دست دادن بسیاری از اطلاعات تاریخی در مورد زمان ما - «عصر تاریکی» یا «سیاهچاله» دیجیتال - با توجه به همه جا ذخیره‌سازی دیجیتالی متن، مطرح کرده‌است. داده‌ها، تصاویر، موسیقی و موارد دیگر. از جمله نگرانی‌ها، ذخیره‌سازی طولانی مدت و دسترسی قابل اعتماد به فروشگاه‌های عظیم داده‌های دیجیتالی امروزی و برنامه‌های مرتبط، سیستم عامل‌ها، رایانه‌ها و وسایل جانبی مورد نیاز برای دسترسی به چنین مواردی است.
در مارس ۲۰۲۰، سرف تأیید کرد که آزمایش COVID-19 مثبت است. وی این خبر را از طریق توییتی اعلام کرد که در آن او همچنین از رئیس‌جمهور دونالد ترامپ به دلیل نحوه کنترل بیماری همه گیر COVID-19 در ایالات متحده انتقاد کرد. در ۳ آوریل سال ۲۰۲۰، سرف از طریق توییتر اعلام کرد که VA بهداشت عمومی همسرش و خودش را تأیید کرده‌است که دیگر به این ویروس مسری نیست.
سرف تعدادی مدرک افتخاری از جمله دکترا را از دانشگاه جزایر بالئاریک، ETHZ در زوریخ، سوئیس، کالج کاپیتول، کالج گتیسبورگ، دانشگاه ییل، دانشگاه جورج میسون، دانشگاه مریمونت ، کالج بتانی کانزاس دریافت کرده‌است. دانشگاه پیزا، دانشگاه روویرا و ویرجیلی تاراگونا، اسپانیا، م Instituteسسه پلی تکنیک رنسلر، دانشگاه فناوری Luleå سوئد، دانشگاه توئنته هلند، دانشگاه پست و مخابرات پکن، دانشگاه تسینگوا پکن، بروکلین پلی تکنیک، UPCT دانشگاه کارتاگنا، اسپانیا، دانشگاه ساراگوسا اسپانیا، دانشگاه ریدینگ انگلستان، دانشگاه رویال رودز کانادا، MGIMO دانشگاه دولتی روابط بین‌الملل مسکو، مؤسسه فناوری بوینس آیرس آرژانتین، دانشگاه پلی تکنیک مادرید، دانشگاه کیو ژاپن، دانشگاه استرالیای جنوبی استرالیا، دانشگاه سنت اندروز اسکاتلند، دانشگاه پیتسبورگ و [۶۸] گالودت دانشگاه ایالات متحده. جوایز دیگر عبارتند از:
· جایزه فارغ‌التحصیل سال ادوارد آ. دیکسون از UCLA
· جایزه Prince of Asturias برای علم و فناوری
· عضو زندگی IEEE
· همکار انجمن ماشین آلات محاسبات، ۱۹۹۴
· جایزه یادبود یوری روبنسکی، ۱۹۹۶
· جایزه SIGCOMM برای "مشارکت در اینترنت بیش از ۲۵ سال، از توسعه پروتکل‌های اساسی TCP / IP".
· گواهی شایستگی از مؤسسه فرانکلین، در سال ۱۹۹۶.
· در دسامبر ۱۹۹۷، وی، به همراه شریک زندگی خود رابرت ای کان، توسط رئیس‌جمهور بیل کلینتون، مدال ملی فناوری «برای ایجاد و پایداری توسعه پروتکل‌های اینترنتی و ادامه دادن به رهبری در صنعت در حال ظهور اینترنت»، اهدا شد.
· در سال ۲۰۰۰، وی مدرک دکترای افتخاری را از URV، اسپانیا دریافت کرد.
· او در آوریل ۲۰۰۰ مدال افسانه زنده را از کتابخانه کنگره دریافت کرد.
· در سال ۲۰۰۰، «به دلیل کمک به معماری کامپیوتر، سیستم عامل‌ها و مهندسی نرم‌افزار» به عنوان عضو موزه تاریخ کامپیوتر شناخته شد.
· سرف به عنوان عضو انجمن زنان در علوم AWIS در سال ۲۰۰۰ انتخاب شد.
· سرف جایزه فناوری را از جشنواره Telluride Tech در سال ۲۰۰۲ دریافت کرد، همچنین از زمان ساخت اولین نیروگاه برق آبی AC در تلوراید در سال ۱۸۹۱ توسط LL Nunn که تولیدکننده و نقشه‌ها را از George Westinghouse خریداری کرد، به عنوان جشنواره تسلا نیز شناخته می‌شود. تسلا
· سرف و کان برندگان جایزه تورینگ برای سال ۲۰۰۴، به دلیل «کار پیشگامانه در زمینه اینترنت ، از جمله .. پروتکل‌های ارتباطی اساسی اینترنت .. و رهبری الهام گرفته در شبکه» بودند.
· در نوامبر ۲۰۰۵، وینتون سرف و کان توسط رئیس‌جمهور جورج دبلیو بوش به دلیل مشارکت در ایجاد اینترنت ، مدال آزادی ریاست جمهوری دریافت کردند.
· وی و رابرت کان در تالار مشاهیر مخترعان ملی در مه ۲۰۰۶ وارد شدند
· وینتون سرف در ژوئیه ۲۰۰۶ به نشان سیریل و متدیوس در نشان نشان اعطا شد
· وینتون سرف و رابرت کان به عنوان عضو افتخاری انجمن ارتباطات فنی STC در ماه مه ۲۰۰۶ معرفی شدند.
· وی و رابرت کان در ژانویه ۲۰۰۸ جایزه ژاپن را دریافت کردند.
· سرف در شرکت پرستش فناوری‌های اطلاعات پذیرفته شد و در آوریل ۲۰۰۸ آزادی شهر لندن را دریافت کرد.
· سرف پس از برگزاری بحث و گفتگوی پر جنب و جوش با موضوع «حل شد: جوامع آنلاین جوامع واقعی هستند» به عضویت افتخاری اتحادیه سیاسی ییل اعطا شد. حرکت گذشت.
· در جشن پنج سالگی یوتیوب، وی به عنوان متصدی مهمان از طرف سایت انتخاب شد و شش ویدیوی موجود در یوتیوب را که از همه بیشتر به یاد ماندنی بود انتخاب کرد.
· IEEE-HKN عضو برجسته Eta Kappa Nu، ۲۰۱۰
· در ماه مه ۲۰۱۱، وی به عنوان «... ادای احترام به کار او برای رسانه ای جدید که زندگی روزمره جامعه ما را تحت تأثیر قرار داد» مانند دیگری احترام به HPI اهدا شد.
· در سپتامبر ۲۰۱۱، وی به پاس قدردانی از خدمات و خدمات برجسته خود در پیشرفت رایانه، به عنوان یکی از اعضای برجسته انجمن رایانه بریتانیا شناخته شد.
· در سال ۲۰۱۲ وی به عنوان پیشگام در تالار مشاهیر اینترنت معرفی شد
· در سال ۲۰۱۳، سرف یکی از پنج پیشگام اینترنت و وب بود که جایزه مهندسی ملکه الیزابت را تحویل گرفت.
· در سال ۲۰۱۳، سرف سخنرانی یادبود برنارد پرایس را ارائه کرد.
· در سال ۲۰۱۴، سرف نشان صلیب Terra Mariana، کلاس ۱ را برای نقش خود در اختراع TCP / IP توسط رئیس‌جمهور استونی Toomas هندریک ایلوس دریافت کرد.
· در سال ۲۰۱۴، سرف به افسر Légion d'honneur فرانسه اعطا شد.
· در سال ۲۰۱۵، سرف دکترای افتخاری خود را از دانشگاه ردینگ، انگلستان دریافت کرد.
· سرف در سال ۲۰۱۶ به عنوان عضوی خارجی از انجمن سلطنتی انگلستان انتخاب شد.
· در سال ۲۰۱۸، سرف به عنوان دریافت کننده مدال بنیامین فرانکلین انتخاب شد.
· در سال ۲۰۱۸ جایزه بین‌المللی کاتالونیا به وینتون سرف اهدا شد.